# Landeskirchliches Archiv der Evangelisch-Lutherischen Kirche in Bayern
Das Landeskirchliche Archiv der Evangelisch-Lutherischen Kirche in Bayern (LAELKB) in Nürnberg ist das zentrale Archiv der Evangelisch-Lutherischen Kirche in Bayern. Das Archiv übernimmt Archivgut sämtlicher Schriftgutproduzenten im Bereich der Evangelisch-Lutherischen Kirche in Bayern. Dazu gehören die kirchenleitenden Behörden, wie der Landesbischof, die Landessynode oder der Landeskirchenrat, die mittlere Kirchenverwaltung mit Kirchenkreisen und Dekanaten sowie die unterste Ebene der Pfarrämter mit Kirchengemeinden. Darüber hinaus sammelt das Landeskirchliche Archiv Nachlässe von bedeutenden Geistlichen und Schriftgut kirchlicher Vereine und anderer kirchlicher Werke und Einrichtungen.

## Geschichte
Im Jahr 1925 wurde maßgeblich auf Anregung des Vereins für bayerische Kirchengeschichte eine Sammelstelle für landeskirchliches Schriftgut eingerichtet. Der endgültige Beschluss für die Einrichtung fiel auf der Landessynode am 29. August 1930 in Ansbach, wobei bewusst Nürnberg im traditionell evangelischen Teil Bayerns ausgewählt wurde. Das Archivgut stammte aus den kirchlichen Zentralbehörden in Ansbach, Bayreuth, München und Nürnberg sowie den Dekanatssitzen. Am 1. Juni 1931 nahm das Landeskirchliche Archiv in seinem ersten Dienstsitz in der Tuchergartenstraße 7 seinen Betrieb auf. Aufgrund der rechtzeitigen Auslagerung von Archiv- und Bibliotheksgut auf das Land, überstand das Landeskirchliche Archiv den Zweiten Weltkrieg nahezu ohne Verluste. Etwa 750 Bände, der insgesamt etwa 11.000 Bände, der Fenitzer-Dilherr'schen Bibliothek gingen in den Wirren der Nachkriegszeit verloren.
1955 bezog das Landeskirchliche Archiv einen von Wilhelm Schlegtendal errichteten Archivzweckbau auf dem Gebiet des Predigerseminars in der Veilhofstraße 28 in Nürnberg-Wöhrd. Bereits 1970 konnte, aufgrund von Überfüllung, in diesem kein weiteres Material mehr aufgenommen werden. Jahrzehntelange Aus- und Umbauplanungen führten zu keinem Ergebnis, die Bestände mussten auf mehrere Außendepots verteilt werden. Erst 2011 wurde in der Nähe des alten Gebäudes auf einem ehemaligen Fabrikgelände der Bau eines neuen Archivgebäudes begonnen. Geplant wurde dieses Gebäude durch gmp Architekten von Gerkan, Marg und Partner aus Hamburg. Am 20. September 2013 fand die festliche Einweihung des neuen Standorts des Landeskirchlichen Archivs in der Veilhofstraße 8 statt. Das Archivgebäude besteht aus zwei ineinander verschränkten Kuben, die über dem transparenten Erdgeschoss schweben, und hat eine Kupferfassade.

## Bestände
Das LAELKB ist zuständig für alle evangelisch-lutherischen Dienststellen und Einrichtungen Bayerns. Aufgrund dieses großen Zuständigkeitsbereiches belaufen sich die Bestände auf etwa 21,6 laufende Regalkilometer (Stand: Oktober 2024). Die Bestände lassen sich in Archivbestände, also Amtliche und Nichtamtliche Bestände, sowie Bibliotheksbestände einteilen.

### Archivbestände
Die Archivbestände des Landeskirchlichen Archivs belaufen sich mit etwa 205.981 Verzeichnungseinheiten auf insgesamt etwa 17,3 laufende Regalkilometer (Stand: Oktober 2024). Die Gliederung (Tektonik) der Bestände sieht folgendermaßen aus:
| 0. Oberbehörden/Kirchenleitende Organe                                   |
| 1. Zentrale Kirchliche Stellen                                           |
| 2. Obere Mittelbehörden                                                  |
| 3. Mittelbehörden                                                        |
| 4. Untere Mittelbehörden                                                 |
| 5. Unterbehörden                                                         |
| 6. Kirchliche Einrichtungen und Werke, sonstige kirchliche Institutionen |
| 7. Kirchliche Vereine                                                    |
| 8. Nachlässe und Privatarchive                                           |
| 9. Sammlungen/Selekte                                                    |
| 10. Kirchliche Stiftungen                                                |
| 11. Bestände aus staatlicher Auftragsverwaltung                          |
| 12. Weltliche Vereine                                                    |
| 13. Geistliche Funktionsstellen                                          |

Innerhalb der Bestände sind diese jeweils in 7 zeitliche Abstände, von der vorbayerischen Zeit bis hin zur bayerischen Zeit nach 1918, unterteilt. Bedeutende Bestände des Archivs sind:
- Markgräfliches Konsistorium Ansbach
- Markgräflich-bayreuthische Superintendenturen Baiersdorf, Bayreuth, Burgbernheim/Windsheim, Dietenhofen/Markt Erlbach, Hof, Kulmbach, Münchberg, Neustadt a.d. Aisch und Wunsiedel
- Markgräflich-ansbachische Dekanate Cadolzburg/Zirndorf/Fürth, Colmberg/Lehrberg/Leutershausen, Feuchtwangen, Gunzenhausen, Kitzingen, Schwabach, Uffenheim, Wassertrüdingen und Wülzburg/Weimersheim
- Königlich bayerisches Oberkonsistorium
- Königlich bayerisches Konsistorium Ansbach
- Königlich bayerisches Konsistorium Bayreuth
- kirchliche Organe des Herzogtums Sachsen-Coburg und Gotha
- Landeskirchenrat und andere kirchenleitende Organe
- 6 Kirchenkreise
- ca. 80 Dekanatsbezirke
- ca. 820 Pfarrarchive
- Nachlässe, u. a. von Hans Meiser und Hermann Dietzfelbinger

### Bibliothek
Das Landeskirchliche Archiv beherbergt eine der größten Kirchenbibliotheken Deutschlands. Insgesamt lagern 4,3 laufende Kilometer Bücher in etwa 150.000 Bänden in der Bibliothek (Stand: Oktober 2024). Teilweise besteht die Bibliothek aus Depotbibliotheken von Kirchengemeinden, Dekanaten oder sonstigen Einrichtungen der Evangelisch-Lutherischen Kirche in Bayern. Bedeutende Bibliotheken innerhalb des Landeskirchlichen Archivs sind:
- Fenitzer-Dilherr'sche Bibliothek
- Spitalbibliothek Nürnberg
- Pfannenstiel'sche Bibliothek Weiden[5]

## Archivdirektoren/Archivdirektorinnen des LAELKB
| Name                 | Von  | Bis  |
| -------------------- | ---- | ---- |
| Karl Schornbaum      | 1931 | 1947 |
| Matthias Simon       | 1947 | 1963 |
| Karlheinrich Dumrath | 1963 | 1975 |
| Helmut Baier         | 1975 | 2004 |
| Andrea Schwarz       | 2004 | 2022 |
| Alexandra Lutz       | 2022 |      |